# Angelo Scola

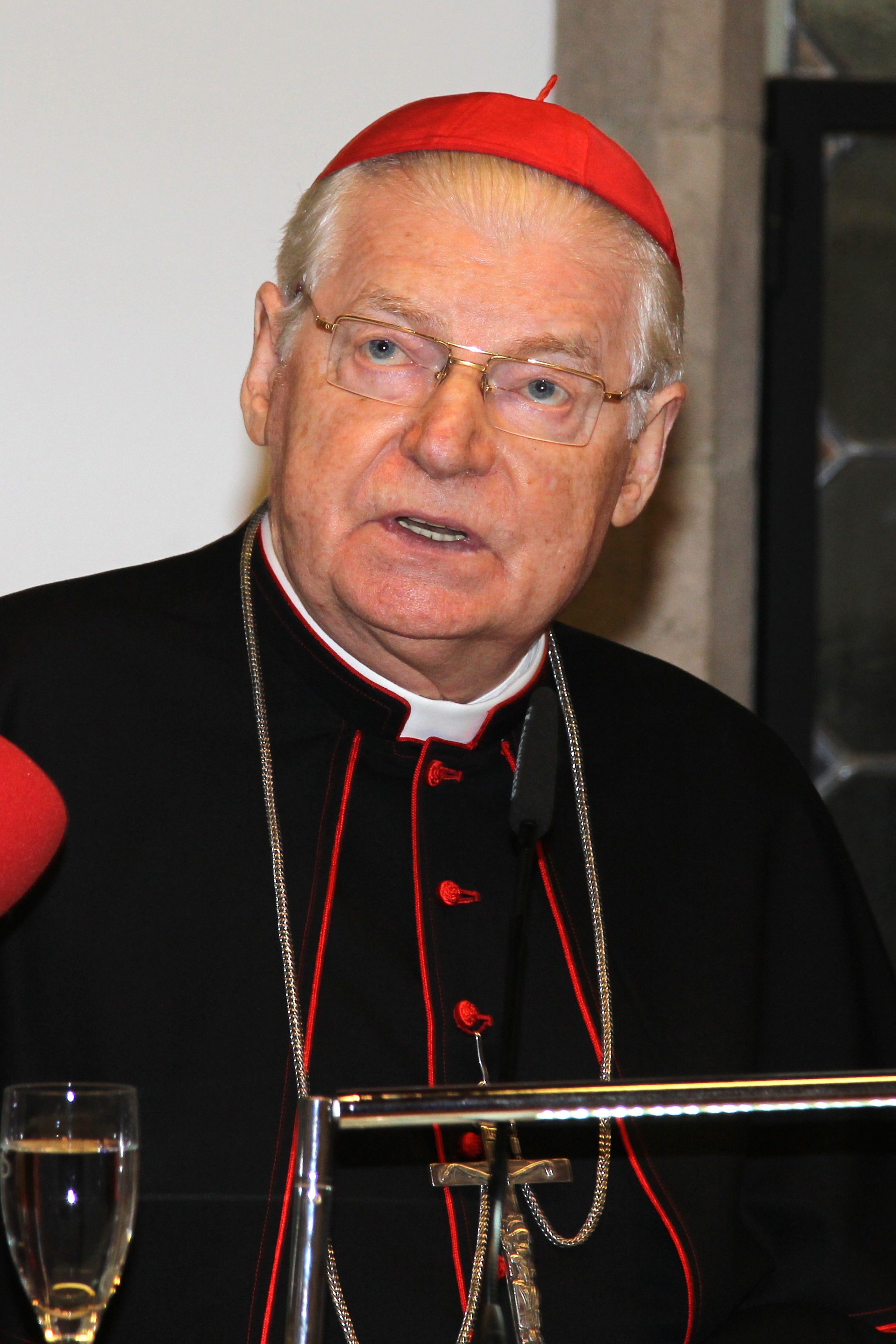
Angelo Kardinal Scola (2014)

Wappen von Angelo Kardinal Scola als Erzbischof von Mailand

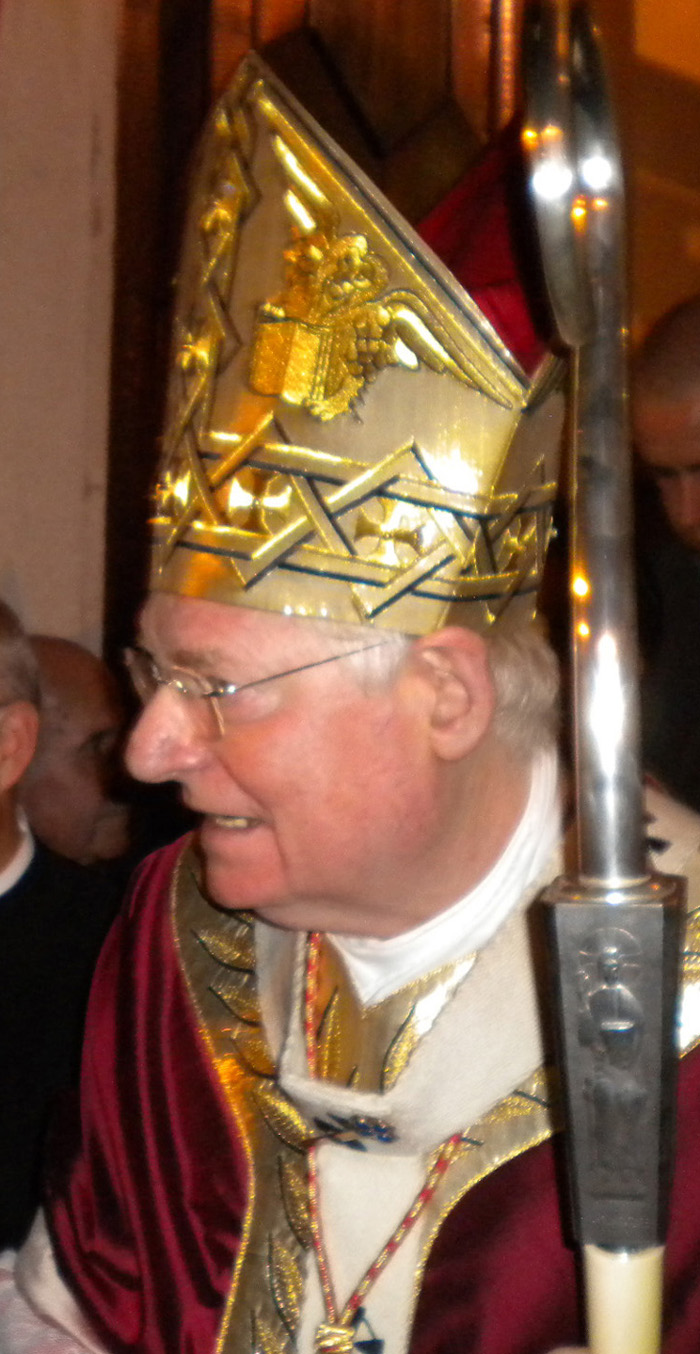
Angelo Kardinal Scola, Erzbischof von Mailand (2012)

Angelo Kardinal Scola (* 7. November 1941 in Malgrate, Provinz Lecco, Italien) ist ein italienischer Geistlicher und emeritierter Erzbischof von Mailand.

## Leben
Angelo Scola, Sohn eines LKW-Fahrers, begann zunächst ein Ingenieursstudium in Mailand, ehe er sich an der dortigen katholischen Universität einschrieb. Er studierte in Mailand und Freiburg i.Üe. Katholische Theologie und Philosophie und promovierte in beiden Fächern. Am 18. Juli 1970 empfing Scola das Sakrament der Priesterweihe. Vertiefende Studien führten ihn nach München und Paris, ehe er journalistisch und administrativ für die italienische Ausgabe der Zeitung „Rivista Internazionale Communio“ tätig war. Von 1979 bis 1982 war er Wissenschaftlicher Mitarbeiter an der Theologischen Fakultät der Universität Freiburg i.Üe., zunächst am Lehrstuhl für Politische Philosophie, später dann am Lehrstuhl für Moraltheologie. Von 1982 bis 1991 arbeitete Angelo Scola als Professor für Theologische Anthropologie am Päpstlichen Institut für Ehe- und Familienstudien und an der Päpstlichen Lateranuniversität in Rom. Außerdem nahm er einen Lehrauftrag für Christologie wahr. Ab 1987 wirkte er als Assistent des Sondersekretärs für die siebte ordentliche Generalversammlung der Weltsynode der Bischöfe (Thema: Berufung und Sendung der Laien).
Angelo Scola spricht Italienisch, Englisch, Deutsch, Französisch und versteht Spanisch. Zudem beherrscht er den Lecco-Dialekt, der am Comer See gesprochen wird.

### Bischof und Kardinal
Papst Johannes Paul II. ernannte ihn am 18. Juli 1991 zum Bischof von Grosseto (Toskana). Die Bischofsweihe spendete ihm Bernardin Kardinal Gantin am 21. September desselben Jahres. Die Leitung des Bistums Grosseto legte er am 14. September 1995 nieder, da er vom Papst als Rektor der Päpstlichen Lateranuniversität und Präsident des Päpstlichen Instituts für Ehe- und Familienstudien nach Rom berufen wurde.
Am 5. Januar 2002 ernannte ihn Johannes Paul II. zum Patriarchen von Venedig und nahm ihn am 21. Oktober 2003 als Kardinalpriester mit der Titelkirche Santi XII Apostoli in das Kardinalskollegium auf.
Am 28. Juni 2011 ernannte Papst Benedikt XVI. Scola zum Erzbischof von Mailand und darüber hinaus auch für die Zeit vom 28. Juni bis zum 7. September desselben Jahres zum Apostolischen Administrator von Venedig.
Am 7. Juli 2017 nahm Papst Franziskus seinen altersbedingten Rücktritt an.

### Papabile
Angelo Scola galt schon im Vorfeld der Wahl Benedikts XVI. in der Öffentlichkeit als papabile, das heißt als einer der möglichen Nachfolger des verstorbenen Papstes Johannes Paul II., wenngleich ihm seinerzeit keine großen Aussichten auf das Amt prognostiziert wurden. Nach seiner Ernennung zum Erzbischof hat sich diese Einschätzung verstärkt, zumal das Erzbistum Mailand eines der größten Bistümer der Welt ist und – nach Rom – als das zweitwichtigste Bistum Italiens angesehen wird.
Nach dem Rücktritt Benedikts XVI. im Februar 2013 wurde Scola in der Presse als einer der aussichtsreichsten Kandidaten für das Papstamt gehandelt, der angeblich von einer breiten Koalition wahlberechtigter Kardinäle, insbesondere der Italiener unter ihnen, getragen und als Kandidat aufgebaut wurde. Die italienische Bischofskonferenz gratulierte ihm sogar in einer Pressemitteilung zur Wahl zum Nachfolger Petri, bevor sie ihren Fehler korrigierte. Nach dem Konklave wurde berichtet, dass Scola wegen fehlender Unterstützung aus dem Lager der Kurienkardinäle, insbesondere wegen seiner Gegnerschaft zu dessen beiden Führungsgestalten Tarcisio Bertone und Angelo Sodano, bei der Wahl von Anfang an chancenlos war und auch von den residierenden italienischen Kardinälen nur eingeschränkt unterstützt wurde. Andere Quellen berichten, dass Scola zwar im ersten Wahlgang die meisten Stimmen erhalten habe, jedoch im Laufe der Wahlgänge die Stimmenanzahl nicht weiter angestiegen sei.
In seiner im August 2018 veröffentlichten Autobiografie bestritt Scola jedoch, vor dem Konklave 2013 ein Kandidat für das Papstamt gewesen zu sein, und bezeichnete entsprechende Berichte als „Fake News“.

## Mitgliedschaften
- Kongregation für den Klerus (seit 1994, bestätigt 2014[11])
- Kongregation für den Gottesdienst und die Sakramentenordnung (seit 2005)
- Päpstlicher Rat für die Pastoral im Krankendienst (1996–2001)
- Päpstlicher Rat für die Familie (seit 1996)
- Päpstlicher Rat für die Kultur (seit 2009)
- Präfektur für die ökonomischen Angelegenheiten des Heiligen Stuhls (seit 2005)
- Päpstlicher Rat zur Förderung der Neuevangelisierung (seit 2011)[12]
- Ehren- und Devotions-Großkreuz-Bailli des Souveränen Malteserordens